# Марк Сервилий Фабиан Максим
Марк Сервилий Фабиан Максим (на латински: Marcus Servilius Fabianus Maximus) e политик и сенатор на Римската империя през 2 век.
Произлиза от фамилията Сервилии.
През 158 г. Фабиан Максим е суфектконсул заедно с Квинт Ялий Бас. От 162 до 166 г. той е управител на провинция Долна Мизия.